# Diadocidia borealis
Diadocidia borealis är en tvåvingeart som beskrevs av Daniel William Coquillett 1900. Diadocidia borealis ingår i släktet Diadocidia och familjen slemrörsmyggor. Inga underarter finns listade i Catalogue of Life.